# Campanula herminii
Campanula herminii é uma espécie de planta com flor pertencente à família Campanulaceae. 
A autoridade científica da espécie é Hoffmanns. & Link, tendo sido publicada em Fl. Portug. 2: 9, tab. 79 (1813-20).

## Portugal
Trata-se de uma espécie presente no território português, nomeadamente em Portugal Continental.
Em termos de naturalidade é nativa da região atrás indicada.

## Protecção
Não se encontra protegida por legislação portuguesa ou da Comunidade Europeia.